# Milanello
Milanello é o centro de treinamento do clube de futebol italiano AC Milan. É considerado um dos centros esportivos mais inovadores da Europa. É, no momento, considerado pelos operadores internacionais como o melhor centro esportivo do mundo.
O CT, construído em 1963, está localizado em um oásis verde de 160 mil metros quadrados, compreendendo também uma floresta de pinheiros além de um pequeno lago, entre as comunas de Carnago, Cassano, Magnago e Cairate. A linha imaginária divisória destas cidades passa pelo meio dos vestiários de Milanello.
O Milanello representa um patrimônio importante não apenas para o Milan, mas para todo o futebol italiano. Este era, de fato, o objetivo perseguido por Andrea Rizzoli, que o construiu. A continuidade do projeto foi assegurada por Silvio Berlusconi com o seu forte desejo de prover aos treinadores, membros da comissão técnica e jogadores um extenso centro designado para satisfazer as suas devidas necessidades. O trecho mais avançado de Milanello também vem sendo usado frequentemente pela Federazione Italiana Giuoco Calcio para a preparação da sua seleção em relação a competições importantes, como as Eurocopas de 1988, 1996 e 2000.
No Milanello há seis campos regulares: Um deles é um gramado sintético de 35 x 30m, um deles é um gramado coberto com superfície sólida e sintética de 42 x 24m, e um campo gramado, externo e de tamanho reduzido, denominado "jaula" porque o campo de jogo é cercado por uma parede de 2,3m, e coberto por uma grade metálica de 2,5m. Dentro da "Jaula", o jogo nunca cessa: A bola sempre se move, para o aprimoramento da velocidade de execução por parte dos jogadores. Uma pista de corrida de 1,2 km que segue por dentro da floresta, variando de altitudes, é utilizada durante a temporada para o treinamento físico dos jogadores (para cooper e ciclismo) e para a recuperação de jogadores machucados. O prédio principal do Milanello possui dois andares além do porão, e tem os escritórios, os quartos dos jogadores, sala de estar com lareira, uma sala de TV, uma sala com piscina, um bar, uma cozinha, duas salas de jantar, a sala de imprensa, a sala de reuniões, a lavanderia, a sala de passar roupas e o centro médico. Próximo ao prédio principal estão as "Hospedarias", onde vivem alguns jogadores do departamento juvenil. Estes jovens, que vieram de várias partes da Itália e do exterior, vão para a escola como todos os outros jovens, e durante a tarde treinam no campo construído para eles.
A.C. Milan - Site oficial